# Due-Buldi-due
Due-Buldi-due (Два-Бульди-два) è un film del 1929 diretto da Nina Agadžanova-Šutko e Lev Vladimirovič Kulešov.